# Schomäcker Federnwerk
Die Schomäcker Federnwerk GmbH ist ein deutsches Unternehmen mit Sitz in Melle, das auf die Produktion von Federn für Nutzfahrzeuge spezialisiert ist. Gegründet im Jahr 1880, zählt das Unternehmen zu den traditionsreichsten Herstellern von Fahrwerkskomponenten in Deutschland.

## Geschichte

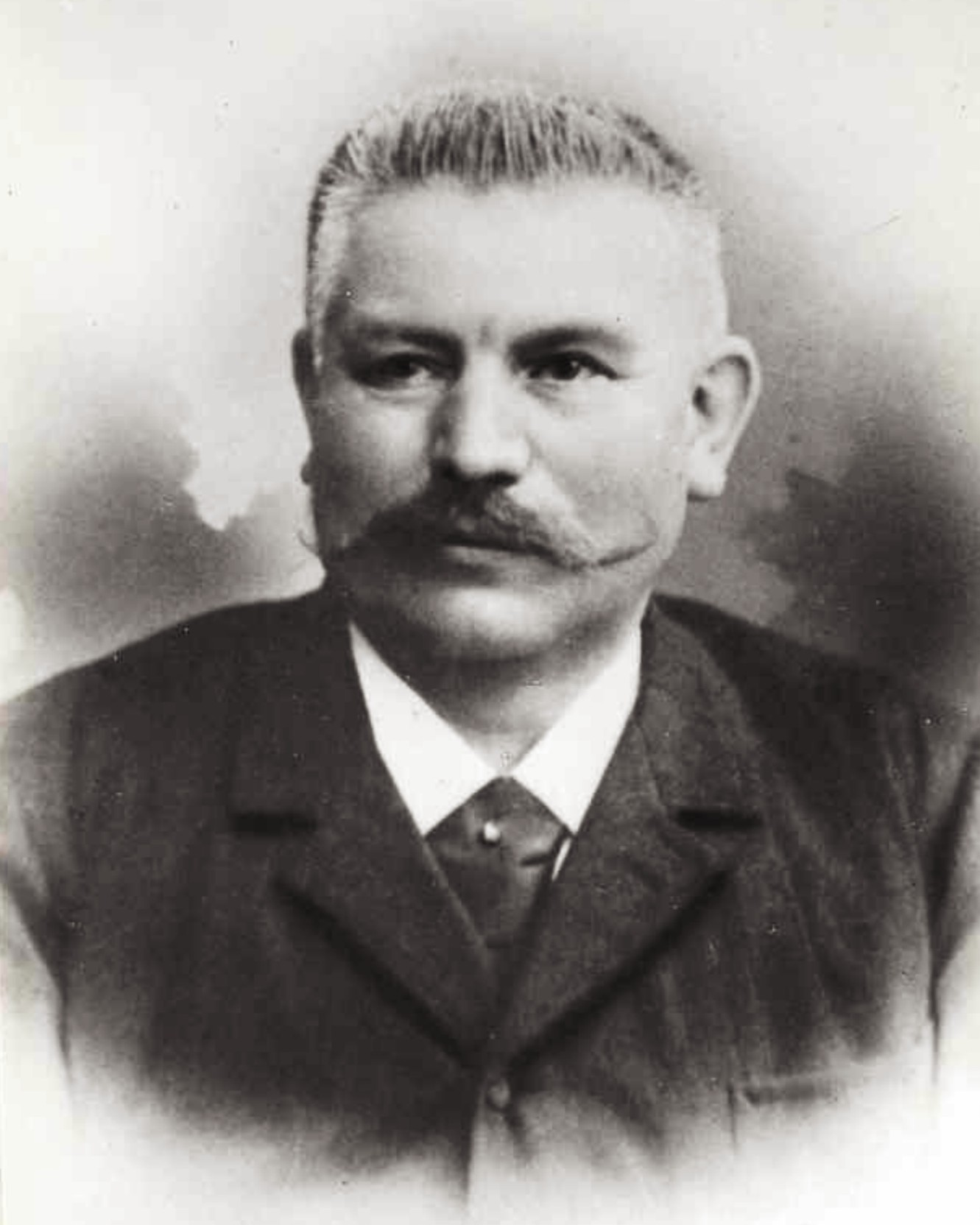
Heinrich Hermann Meckfessel, genannt Schomäcker (1835–1904), Firmengründer

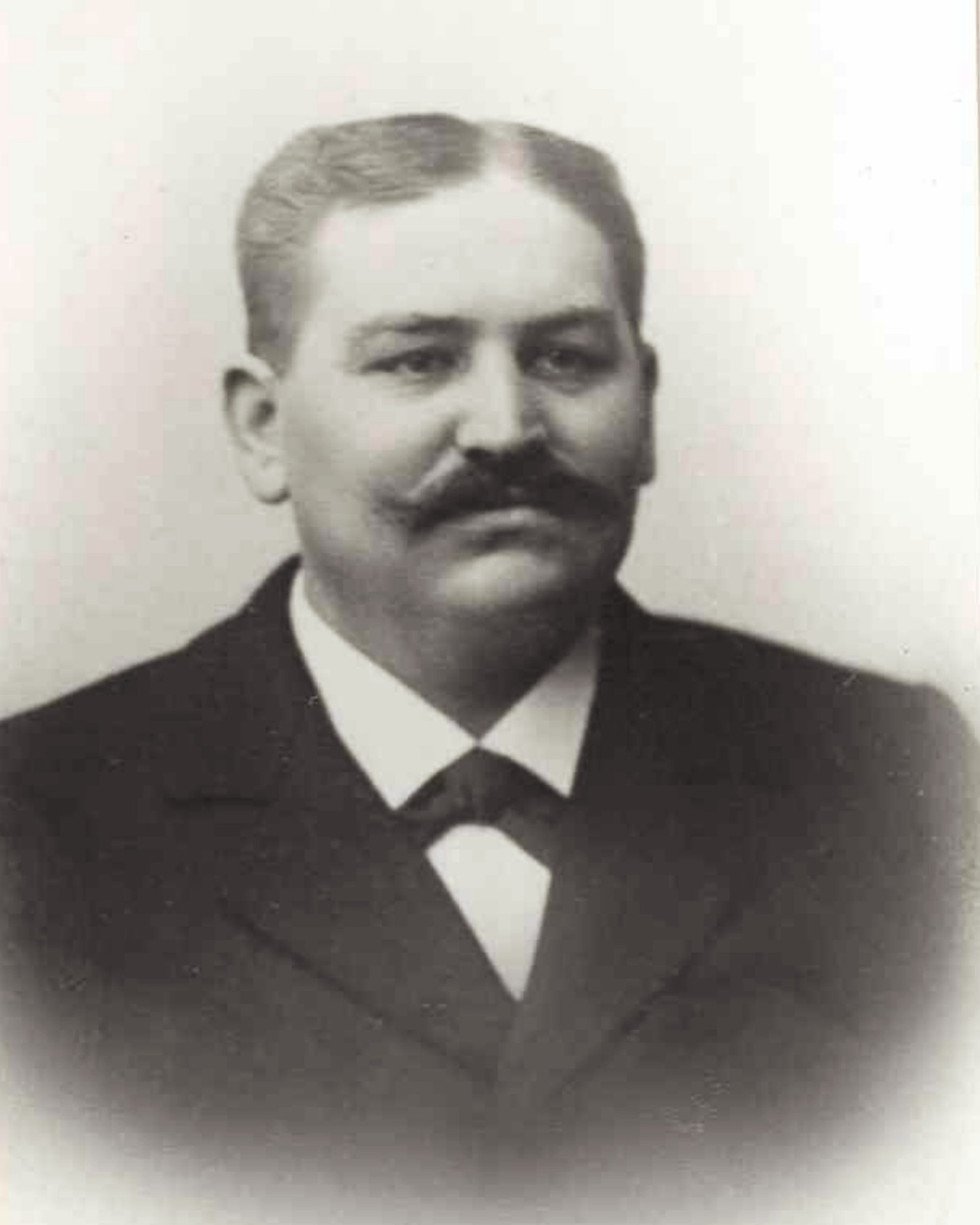
Friedrich Heinrich Schnatmeier (1858–1938), Firmengründer

### Firmengründung
Bereits seit dem Jahr 1872, nach dem Ende seiner Wanderjahre als Schmied, betrieb der 1835 in Altenmelle geborene Heinrich Hermann Meckfessel, genannt Schomäcker eine eigene Schmiedewerkstatt in der Brennerstraße in Hamburg-St. Georg. In Hamburg bildete er seinen 1858 geborenen Stiefbruder Friedrich Heinrich Schnatmeier ebenfalls als Schmied aus.
Die Brüder gründeten 1880 gemeinsam das Unternehmen Wagenfedernfabrik Schomäcker & Co in Melle. Die Firma spezialisierte sich auf Wagenfedern für Kutschen sowie Transportwagen und wurde auf dem vorher landwirtschaftlich genutzten, elterlichen Grundstück in Altenmelle angesiedelt. Heinrich Schomäcker blieb in Hamburg und spezialisierte sich auf Wagenbau, während Schnatmeier mit acht Mitarbeitern den Betrieb in Altenmelle aufnahm. Schon 1884 erweiterte das Unternehmen dort seine Kapazitäten durch den Erwerb einer Dampfmaschine und zweier Walzen. Firma Schomäcker stellte damit die Produktion, wie auch Brünnighaus in Werdohl, Dittmann & Neuhaus in Witten-Herbede oder J. P. Grueber in Hagen, von der handwerklichen Einzelfertigung auf die industrielle Produktion um. Damit kamen sie dem steigenden Bedarf Ende des 19. Jahrhunderts nach.
Um 1885 beschäftigte die Firma 35 bis 40 Arbeiter. Um Fachkräfte aus dem Elsass anzuwerben, wurden auf dem Firmengelände in Altenmelle acht Werkswohnungen in Doppelhäusern errichtet. Im Jahr 1886 tauschten die Brüder ihre Aufgabenbereiche. Schnatmeier wechselte nach Hamburg und übernahm den Vertrieb in Norddeutschland sowie Nordeuropa. Schomäcker führte das Unternehmen in Altenmelle. Es wurden vom Werk Altenmelle verschiedene Patente angemeldet, darunter Einblatt-Federn und kombinierte C- und Elliptikfedern.

### Aktiengesellschaft
Bis 1888 wuchs das Unternehmen auf 80 Mitarbeiter an und wurde zur Beschaffung von Kapital in die Altenmeller Wagenfedern Aktiengesellschaft umgewandelt. Schomäcker und Schnatmeier waren die technischen Vorstände, Georg Hauptmann (1853–1899), ein Bruder von Gerhart Hauptmann, war der kaufmännische Vorstand. Die Firmengebäude wurden ausgebaut und die zusätzliche Maschinen beschafft, die technisch fortschrittliche Fertigung ermöglichten. 1889 erfolte in Altenmelle der Zukauf eines Neubauernhofes, der Schosterei. Sie wurde in das Werksgelände eingegliedert und die Eigentümerfailie in der Firma angestellt.
In den frühen 1890er Jahren wurde auch die Unternehmensfläche in Hamburg zu klein und die AG wurde in den Vorort Hamm umgesiedelt. Dort wurden Nutzfahrzeuge, Tramwagen und Omnibusse produziert. Zur Produktpalette gehörten weiter Flaschen- und Fassbiertransporter, Wagen für den Eistransport, Möbelwagen, Zollverschlusswagen, Sprengwagen, Militärtransportwagen und andere. Ein Transportwagen für Dampfkessel hatte 28 cm breite Reifen, konnte Lasten von bis zu 12.000 Zentner bewegen und musste dazu von 30 bis 36 Pferden gezogen werden. Es wurden insgesamt jährlich zwischen 200 und 300 Wagen produziert. Für die Fahrzeuge erhielt die AG höchste Auszeichnungen auf den Gewerbeausstellungen in Hamburg 1889, Bremen 1890 und Lübeck 1895. Zum Unternehmen gehörten des Weiteren eine Stellmacherei, eine Lackierwerkstatt und eine Reparaturwerkstatt.
Im Jahr 1890 wurde die Hofwagenbau-Anstalt Hörcher & Co, ein Produzent von Luxuswagen, Wagenteilen und Hammerstielen aus Ottensen in das Unternehmen der Wagenfeder- und Wagenfabrik AG eingegliedert. Nun wurden auch Landauer, Landaulets, Coupéts, Phaetons, Buggys, Jagdtwagen und mehr gemeinsam produziert. Der Großen Berliner Omnibusgesellschaft wurden 76 Omnibusse geliefert. Bekannt waren die Schlächterwägen „mit der praktischen Einrichtung im Innern zum Aufhängen der geschlachteten Viehkörper“. Anfang der 1890er Jahre exportierte die AG nach Österreich, Holland, England, Dänemark, Italien, Rumänien, Südamerika und Asien.
Im Jahr 1895 missglückten Spekulationsgeschäfte nach dem Ankauf einer Berliner Pferdebahn (13 Linien, ca. 500 Pferde und 300 Wagen, wohl die Berliner Pferdeeisenbahn AG von 1871) und es entstanden hohe Verluste. Schnatmeier und Schomäcker wurden in der Folge als Vorstandsvorsitzende entlassen. Noch im gleichen Jahr gründeten sie ein erfolgreiches Konkurrenzunternehmen und übernahmen nach und nach die Stammkundschaft der AG. Nach dem Konkurs der AG im Jahr 1896 kauften Schnatmeier und Schomäcker mit Hilfe von Privatkrediten die Fabrik zurück. Schon 1898 wurden 115 Arbeiter beschäftigt und ein Umsatz von 400.000 Mark erzielt.
Entwicklung im 20. Jahrhundert
In Hamburg wurde nach den Zwischenstationen in Ottensen sowie in der Gotenstraße in Hammerbrook im Jahr 1901 ein Grundstück in Borgfelde, am Bullerdeich 41 bis 51, erworben. Binnen drei Jahren wurden die Betriebsgebäude errichtet. Es gab eine eigene Stellmacherei, Schmiede, Lackiererei, Schlosserei, Sattlerei und eine Schweißerei. Viele Transportfahrzeuge wurden an die Brauereien ausgeliefert. Ein großer Kunde war die Brauerei Bill.
Heinrich Schomäcker starb im Jahr 1904. Danach ging die Firma in den Besitz der Familie Schnatmeier über. Nach dem 1. Weltkrieg traten die Söhne des Gründers Friedrich Schnatmeier, Friedrich Gottlieb und Walter Schnatmeier in die Firma ein und übernahmen sie nach seinem Tod 1938. 1942 starb Walter Schnatmeier. Friedrich Gottlieb Schnatmeier führte die Firma Schomäcker mit seinen Söhnen Horst und Rolf weiter. In den darauffolgenden Jahrzehnten entwickelte sich das Unternehmen zu einem wichtigen Hersteller von Fahrwerksfedern.
Ende Juli 1943 zerstörten Bombentreffer das Firmengelände in Hamburg. Es starben mehrere Personen. In Billstedt wurde ein Ausweichquartier bezogen, bis am Bullerdamm neue Werksgebäude fertig gestellt waren. Das Werk in Altenmelle überstand den Krieg. Nach dem Ende des Zweiten Weltkriegs fertigte die Firma Ersatzfedern für die britische Armee.
Ein Großfeuer zerstörte am 15. Januar 1957 rund 80 % der Firmengebäude in Altenmelle.
In den 1950er-Jahren verlagerte das Unternehmen seinen Fokus zunehmend auf Forschung und Entwicklung. 1959 meldete das Unternehmen zahlreiche Patente an und exportierte Prototypen nach Japan.
Die Firma Schomäcker stellt Parabel- und Trapez-Federn für Anhänger, Transporter und LKW, Federn für Luftfederaggregate sowie Federbügel für Nutzfahrzeuge her. Insgesamt werden über 3.000 Federmodelle produziert.
Im Jahr 2023 übernahmen Joachim Sommer, Hubert Temmen und Klaus Borchelt Anteile des Unternehmens und wurden zu Gesellschaftern sowie Geschäftsführern. Horst Schnatmeier, ein Nachkomme der Gründerfamilie Schnatmeier, bleibt weiterhin Gesellschafter.
Das Niedersächsische Landesarchiv sowie das Landesarchiv Baden-Württemberg verfügen über Archivgut zur Firmengeschichte.